# Elgiva cucularia
Elgiva cucularia är en tvåvingeart som först beskrevs av Carl von Linné 1767.  Elgiva cucularia ingår i släktet Elgiva och familjen kärrflugor. Arten är reproducerande i Sverige. Inga underarter finns listade i Catalogue of Life.